# Bengt Westerberg
Bengt Carl Gustaf Westerberg  (ur. 23 sierpnia 1943 w Solnie) – szwedzki polityk, deputowany, wicepremier i minister, przewodniczący Ludowej Partii Liberałów.

## Życiorys
Absolwent medycyny w Instytucie Karolinska (1962). W 1974 ukończył studia z zakresu ekonomii i administracji na Uniwersytecie w Sztokholmie. Był działaczem młodzieżówki liberalnej, w latach 1983–1995 stał na czele Ludowej Partii Liberałów. Od 1984 do 1994 sprawował mandat posła do Riksdagu. W latach 1991–1994 był wicepremierem i ministrem spraw społecznych w centroprawicowym rządzie Carla Bildta. Po wycofaniu się z bieżącej polityki został m.in. prezesem Szwedzkiego Czerwonego Krzyża, funkcję tę pełnił do czerwca 2011.